# Mainzer Spitzkopfzirpe

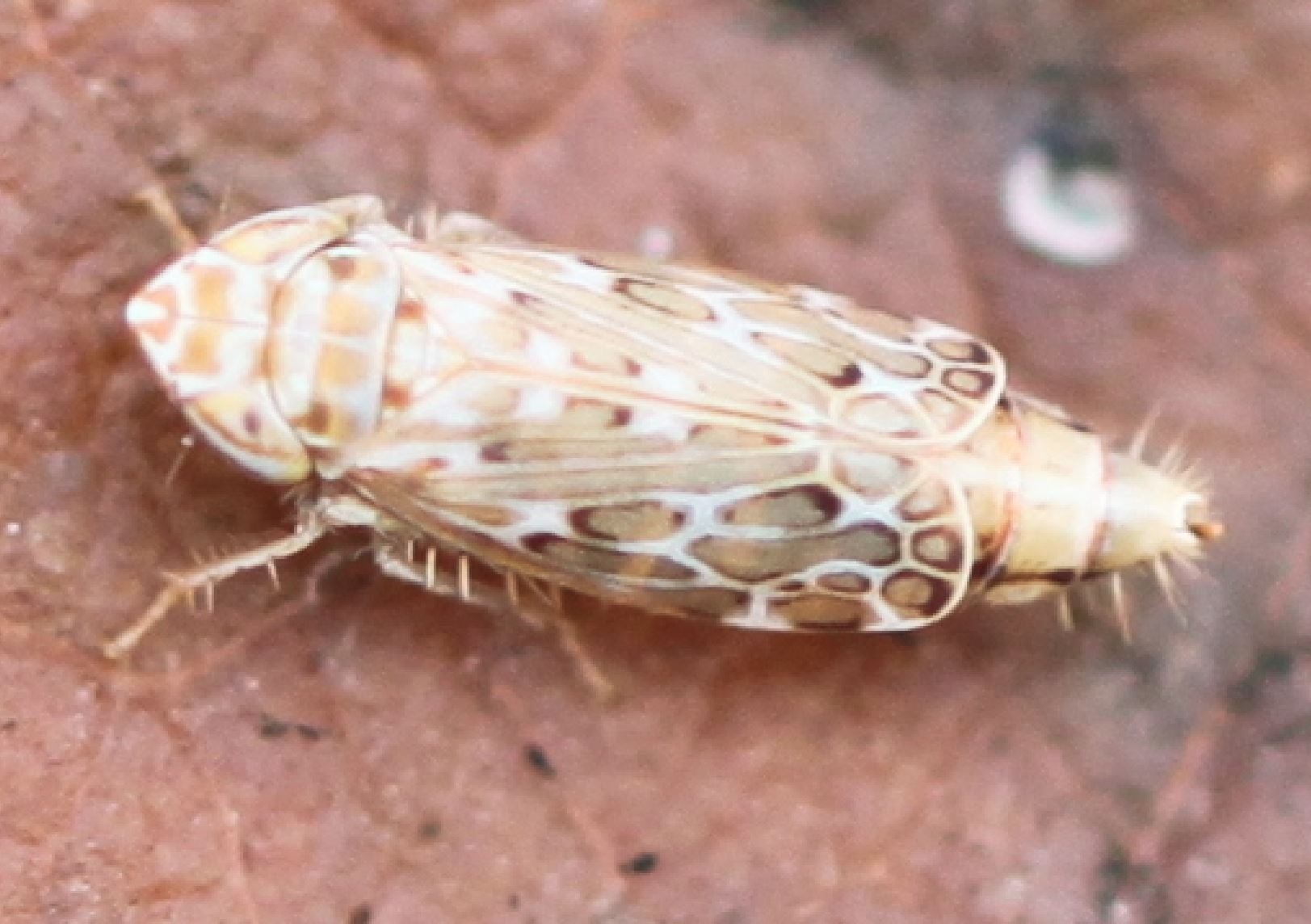
Jassargus cf. obtusivalvis

Die Mainzer Spitzkopfzirpe (Jassargus obtusivalvis) ist eine Zwergzikade aus der Unterfamilie der Zirpen (Deltocephalinae).

## Merkmale
Die Zikaden werden 2,7–3,2 mm lang. Sie besitzen ein hellbraun marmoriertes Fleckenmuster und ähneln anderen Arten derselben Gattung. Eine sichere Unterscheidung von diesen lässt sich meist nur anhand einer mikroskopischen Untersuchung der männlichen Geschlechtsteile durchführen.

## Vorkommen
Die Art ist in der westlichen Paläarktis heimisch. Ihr Verbreitungsschwerpunkt liegt im südlichen Mitteleuropa. Ihr Vorkommen reicht von Süd-Russland im Osten bis in den Süden Frankreichs und den Norden der Iberischen Halbinsel. Die wärmeliebende Art bevorzugt als Lebensraum sonnige Trockenstandorte, insbesondere Weinberge.

## Lebensweise
Die Mainzer Spitzkopfzirpe findet man an verschiedenen Süßgräsern (Poaceae), von denen sie sich oligophag ernähren. Als Nahrungspflanzen werden die Aufrechte Trespe (Bromus erectus) sowie die Schillergräser Koeleria pyramidata und Koeleria macrantha genannt. Die Imagines beobachtet man üblicherweise zwischen Anfang Mai und Ende Oktober. Die Art bildet gewöhnlich zwei Generationen pro Jahr aus. Sie überwintert als Ei.

## Taxonomie
In der Literatur finden sich folgende Synonyme:
- Deltocephalus picturatus Fieber, 1869

## Schadwirkung
Die Zikaden sind Überträger der Phytoplasma-Spezies Candidatus Phytoplasma asteris, die für die Vergilbung von Astern verantwortlich ist.